# Lam Research

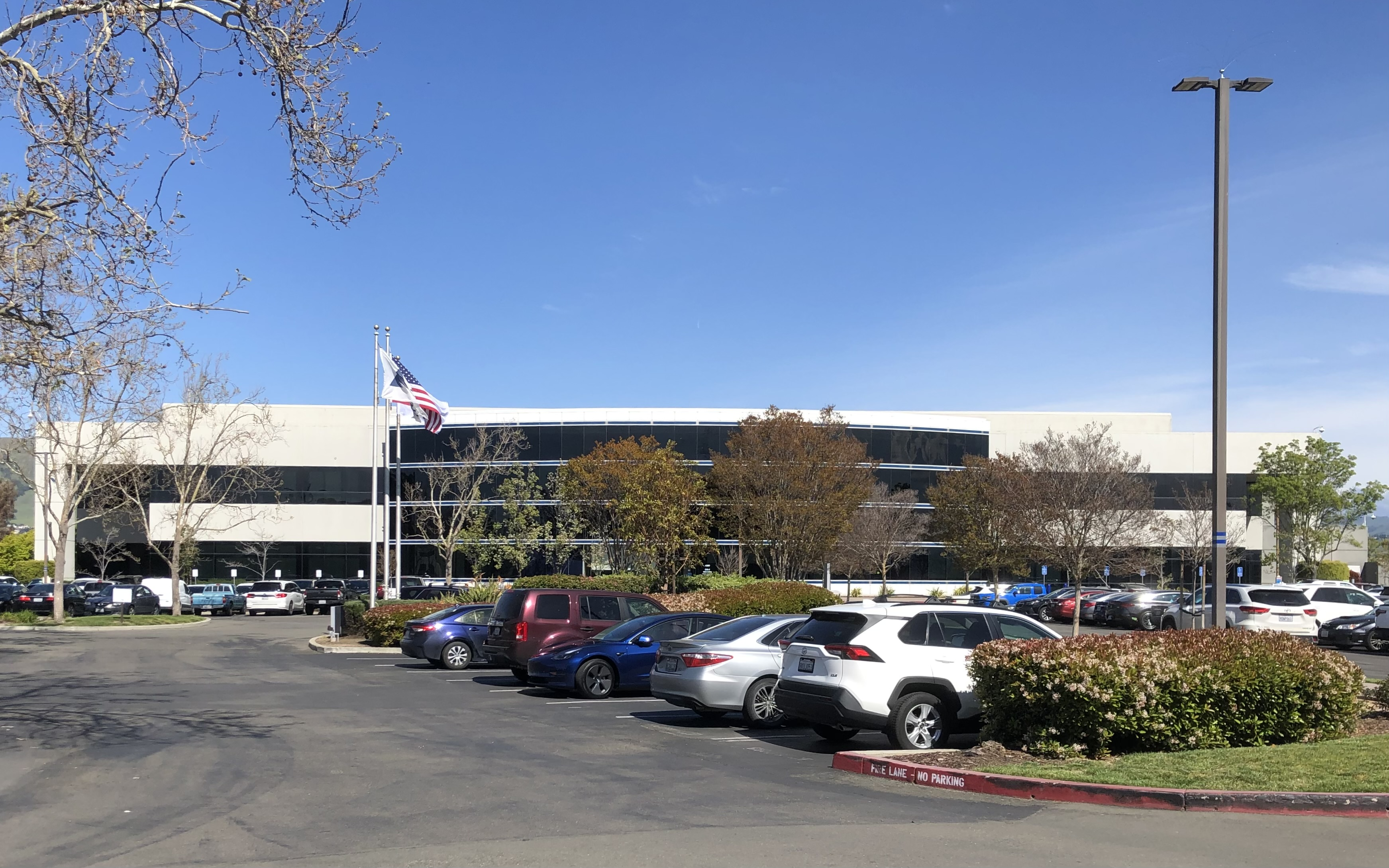
Lam Research in Fremont, 2023

Lam Research Corporation  ist einer der führenden Hersteller und Anbieter von verfahrenstechnischen Geräten und Anlagen für die Halbleiterindustrie.
Das 1980 gegründete und im kalifornischen Fremont ansässige Unternehmen stellt vor allem Anlagen für das Trockenätzen unterschiedlicher Materialien her. Damit steht Lam Research in Wettbewerb mit anderen Ausrüstern der Halbleiterindustrie wie Applied Materials, Tokyo Electron und Dainippon Screen Manufacturing.
Lam Research ist der zweitgrößte Arbeitgeber im verarbeitenden Gewerbe in der San Francisco Bay Area, nach Tesla (Stand 2018). Weitere Fertigungseinrichtungen befinden sich im US-Bundesstaat Oregon, Österreich, Korea, Malaysia und Taiwan. Die Firma ist an der US-amerikanischen Börse NASDAQ notiert (Ticker: LRCX).

## Firmengeschichte
Die Lam Research Corporation wurde 1980 von David K. Lam in Fremont, Kalifornien, gegründet. Lam Research konnte seine Produkte, zunächst eigentlich nur der AutoEtch 480, relativ schnell am Markt platzieren und gewann neben dem neugegründeten Unternehmen „Trilogy“ auch namhafte Firmen wie Intel, AMD und National Semiconductor als Kunden.
Im Jahr 1984, vier Jahre nach der Gründung, folgte der Börsengang an die NASDAQ. Ab 1985 begann man mit dem Aufbau der globalen Präsenz und gründete Niederlassungen in Asien (v. a. Japan) und Europa. Es folgten Niederlassungen in Südkorea (1989) und China (1990) sowie ein Entwicklungszentrum in Japan (1993).
Seit der Gründung sind Ätzanlagen für die Halbleiterindustrie das Kerngeschäft des Unternehmens. Ein Jahr nach der Gründung (1981) wurde ein erstes Produkt, genannt AutoEtch 480 vorgestellt, welches unter anderem für das Trockenätzen von Polysilicium-Schichten entwickelt wurde.
1985 folgte die Ätzanlage AutoEtch 590 für die Bearbeitung von Siliciumdioxid-Schichten und 1987 wurde der Nachfolger der AutoEtch-Serie die Rainbow-Serie eingeführt. Der Erfolg dieser Serien setzte sich mit der Einführung der patentgeschützten Transformer-Coupled-Plasma-Technik (TCP-Technik) in den 1990er Jahren fort. Die TCP-Technik wurde unter anderem in den Anlagen TCP 9400 (Siliciumätzen, 1992) und TCP 9600 (Metallätzen) eingesetzt.
2012 waren die Serien 2300 Kiyo, 2300 Flex und 2300 Versys für das vollautomatische Ätzen von dielektrischen, leitfähigen bzw. metallischen Schichten auf 300-mm-Wafern aktuell.
Darüber hinaus entwickelt und fertigt Lam Research auch Anlagen für das Ätzen von Löchern bei der Siliziumdurchkontaktierung (through-silicon via, TSV), wie die Einzelwaferanlage TCP 9400DSiE – TSV sind eine Technik, die bei 3D-integrierten IC benötigt wird.
Neben den Ätzanlagen versuchte Lam Research seit Mitte/Ende der 1980er Jahre auch andere Fertigungsanlagen, wie Reinigungs- und CVD-Beschichtungsanlagen, auf dem Markt zu platzieren.
So entwickelte die Firma 1988 einen Nassreinigungsprozess für Einzelwafer, der aber erst 1991 als kommerzielles Produkt zur Verfügung stand, die SP-Serie. Nachfolger dieser Serie sind die Vinci- und die DV-Prime-Serie (Einführung 2003 bzw. 2007) sowie Plasma-basierte Reinigungsanlagen wie die 2300 Coronus.
2008 wurde die Schweizer SEZ Holding übernommen.
2015 wurde die Übernahme des Konkurrenten KLA-Tencor angekündigt. Wegen wettbewerbsrechtlicher Bedenken des United States Department of Justice hat Lam Research das Angebot ein Jahr später zurückgezogen.